# 毛皮のヴィーナス
『毛皮のヴィーナス』（けがわのヴィーナス、La Vénus à la fourrure）は2013年のフランスのブラック・コメディ。監督はロマン・ポランスキー。
ドイツの作家マゾッホの背徳小説『毛皮を着たヴィーナス』を舞台化しようとしている台本作家と、その作品ヒロイン、ワンダ役のオーディションに現れた謎の女性とのやり取りを絶妙に描いたもの。
原作舞台《毛皮のヴィーナス》は、アメリカ合衆国の劇作家デイヴィッド・アイヴズが、2011年11月に発表して評判となったもの（アイヴズは、ポランスキー監督の『吸血鬼』のミュージカル版「ダンス・オブ・ヴァンパイア」のブロードウェイ初演版の英語脚色を担当していた繋がりがある）。翌年のトニー賞には最優秀戯曲賞候補となり、ニーナ・アリアンダが主演女優賞を獲得。また、ブロードウェイ・デビューとなったヒュー・ダンシーはドラマ・デスク賞の新人賞にあたる男優賞に選出された。なお、この時点ではフランスで初演されておらず、2014年にジェレミー・リップマン演出、マリー・ジランとニコラ・ブリアンソン主演でトリスタン・ベルナール劇場で初演され評判となり、モリエール賞Molières 2015で作品賞、主演女優賞を獲得した。
映画は、2013年の第66回カンヌ国際映画祭で5月25日に上映された特別上映され、11月にフランス劇場公開された。
2014年1月に発表された第39回セザール賞に監督賞を受賞し、作品賞、主演女優賞、主演男優賞、脚色賞、音楽賞、録音賞にノミネートされた。

## ストーリー
レーオポルト・フォン・ザッハー＝マゾッホの1870年の小説『毛皮を着たヴィーナス』を翻案した新作劇の台本作家トマ・ノヴァチェクは、主人公ワンダ役の女優のオーディションの翌日、どの女優も期待に添わなかったことから、劇場を去る準備をしている。
そこへワンダ・ジュルダンという無名の女優が酔っぱらって到着する。エネルギーと気まぐれの旋風の中で、ワンダは「ワンダ役の読み合わせをしましょう」とトマに提案する。
トマが驚いたことには、ワンダは、役への深い理解を示し、すべてのセリフをそらんじていた。
「オーディション」が進行すると、集中力は倍加し、トマの好意は強迫観念になる。

## キャスト
- ワンダ・ジュルダン - エマニュエル・セニエ
- トマ・ノヴァチェク - マチュー・アマルリック

## 関連映画
- 毛皮のビーナス（1969）